# ウンナナクール
ウンナナクールは京都府京都市南区に本社を置くワコールホールディングスの国内グループ企業。女性用下着ブランド「une nana cool」とボーダーレスアンダーウェアブランド「LuncH」を展開している。

## 概要
2001年2月設立。同年3月に二子玉川に「une nana cool」一号店を開店。現在は東北から九州まで「une nana cool」「LuncH」を数十店舗展開し、ショーツ、ブラジャーなどの女性用下着を中心に販売している。社名はフランス語で「ちょっとかっこいい女の子」という意味。
機能については「寄せて上げる」のような矯正的要素よりも、さわり心地や快適さを重要視している。ブラジャーは、一般的なワイヤー入りブラジャーと圧迫感の少ないノンワイヤーブラジャーの2種類を販売している。デザインにおいても、レースなどの装飾物を使わないシンプルな形とカラフルな色使いで、セクシーさや大人っぽさではなく可愛らしさに焦点を合わせている。また、オリジナルの小型アップリケを二百七十種類以上販売しており、それを購買客の希望に従いその場でショーツやブラジャーにプレス機で接着するサービスのほか、冬期には腹巻を量り売りにするなど独自のサービスを行っている。
「LuncH」は2006年に「une nana cool」から派生したブランドであり、公園の中で食べるランチのような心地よさを追求したいという理念からその名前がついた。男女兼用、下着と外出着兼用というボーダーレスの発想をコンセプトにしている。
ブランドイメージに関しては、「une nana cool」の商品や店内の壁面、広告などには渡邉良重による少女や動物をモチーフとしたイラストを起用しており、「可愛らしさ」を演出している。「LuncH」では蜂と蜂の巣のイラストが使われている。